# Humanitas (maison d'édition)
Pour les articles homonymes, voir Humanitas (homonymie).
Humanitas (en roumain : Editura Humanitas) est une maison d’édition indépendante roumaine, fondée le 1er février 1990 (après la révolution roumaine) à Bucarest par le philosophe Gabriel Liiceanu. Sa devise est « Humanitas, bunul gust al libertății » (« Humanitas, le bon goût de la liberté »).
Durant les premières années après sa création, Humanitas a publié de nombreux ouvrages, jusque-là censurés, d'auteurs roumains exilés comme Emil Cioran, Mircea Eliade, Monica Lovinescu, Virgil Ierunca et Eugène Ionesco.
Actuellement, Humanitas publie des ouvrages de littérature, de philosophie, d’étude des religions, de sciences humaines et sociales, de science politique, d’histoire, des mémoires d'auteurs, de la littérature pour enfants et des créations d’auteurs.

## Principaux auteurs roumains publiés par Humanitas
- Lucian Blaga
- Lucian Boia
- Mircea Cărtărescu
- Emil Cioran
- Lena Constante
- Petru Creția
- Neagu Djuvara
- Mircea Eliade
- Paul Goma
- Virgil Ierunca
- Eugène Ionesco
- Gabriel Liiceanu
- Monica Lovinescu
- Constantin Noica
- Horia-Roman Patapievici
- Andrei Pleșu
- Anne de Bourbon-Parme

## Principaux auteurs étrangers publiés par Humanitas
- Éric-Emmanuel Schmitt
- Mario Vargas Llosa
- Milan Kundera
- Marguerite Yourcenar
- Nina Berberova
- Fernando Pessoa
- Isabel Allende
- Paulo Coelho